# Sidney Blackmer
Sidney Blackmer (13 de julio de 1895-6 de octubre de 1973) fue un actor estadounidense.

## Biografía
Nació y se crio en Salisbury, Carolina del Norte. Al final de su adolescencia se trasladó a Nueva York buscando trabajo en el teatro. Estando allí, trabajó para varios estudios cinematográficos de la que entonces era capital de la industria cinematográfica, Fort Lee, Nueva Jersey, incluyendo un pequeño papel en el muy popular serial del cine mudo de 1914, The Perils of Pauline.
Debutó en Broadway en 1917, pero su carrera se vio interrumpida al tener que servir en las Fuerzas Armadas de Estados Unidos en la Primera Guerra Mundial. Tras la guerra volvió al teatro, y en 1929 volvió también al cine, siguiendo una carrera de actor a lo largo de más de 120 títulos. 
Ganó el Premio Tony al mejor actor dramático de 1950 por su papel en la obra de Broadway, Come Back, Little Sheba. Sobre los escenarios, interpretó también, entre otras obras, Dulce pájaro de juventud (1959), de Tennessee Williams, junto a Paul Newman.
En el cine, Blackmer es recordado por más de una docena de retratos que hizo del Presidente de los Estados Unidos Theodore Roosevelt y por su papel en la película de 1968 ganadora de un Oscar Rosemary's Baby, dirigida por Roman Polanski, en la cual interpretaba a un solícito vecino, casado con una aún más solícita vecina, interpretada por Ruth Gordon (la cual ganó un Oscar por su actuación).
Interesado por las labores humanitarias, Sidney Blackmer sirvió como vicepresidente de la Asociación de la Distrofia Muscular de los Estados Unidos.
Se casó en 1928 con la actriz Lenore Ulric, de la cual se divorció en 1939. En 1943 se casó con la también actriz Suzanne Kaaren. El matrimonio duró hasta el fallecimiento de Blackmer en 1973. Tuvo dos hijos. Fue enterrado en el Cementerio Chestnut Hill en Salisbury, Carolina del Norte.
Por su contribución a la industria cinematográfica, Sidney Blackmer tiene una estrella en el Paseo de la Fama de Hollywood, en el 1625 de Vine Street. 
En 1972 recibió el North Carolina Award en la categoría de Bellas Artes. Es la recompensa civil más importante de Carolina del Norte.

## Filmografía parcial
- The Perils of Pauline (1914)
- A Most Immoral Lady (1929)
- El pequeño César / Hampa dorada (Little Caesar, 1931)
- The Little Colonel (La pequeña coronela) (1935)
- The President's Mystery (1936)
- Heidi (1937)
- En este mundo traidor (1939)
- Cheers for Miss Bishop (Dueña de su destino) (1941)
- Nazi Agent (1942)
- En el viejo Oklahoma (In Old Oklahoma) (1943)
- Wilson (1944)
- Duelo al sol (1946)
- The San Francisco Story (1952)
- The High and the Mighty (1954)
- High Society (Alta sociedad) (1955)
- Tammy and the Bachelor (Tammy, la muchacha salvaje) (1957)
- How to Murder Your Wife (Cómo matar a la propia esposa) (1965)
- Rosemary's Baby (1968)